# Capitale Veroes
Pour les articles homonymes, voir Veroes.
Capitale Veroes est l'une des deux divisions territoriales et statistiques de la municipalité de Veroes dans l'État d'Yaracuy au Venezuela. À des fins statistiques, l'Institut national de la statistique du Venezuela a créé le terme de « parroquia capital », ici traduit par le terme « capitale » qui correspond au territoire où se trouve le chef-lieu de la municipalité afin de couvrir ce vide spatial, qui, selon la loi sur la division politique territoriale publiée dans le Journal officiel de l'État « n'attribue pas de hiérarchie politique territoriale, ni de description de ses limites respectives ». Ce territoire s'articule autour de Farriar, chef-lieu de la municipalité.

## Géographie

### Démographie
Hormis Farria, autour de laquelle s'articule la division territoriale et statistique, celle-ci possède possède plusieurs localités :
- Agua Negra
- El Chino
- Farriar
- Los Cañizos
- Palmarejo
- Pica del Chino
- Pueblo Nuevo